# ニッポン快汗マップ ガムシャラ十勇士!!
『ニッポン快汗マップ ガムシャラ十勇士!!』（ニッポンかいかんマップ ガムシャラじゅうゆうし）は、日本テレビ系列局ほかで放送されていた日本テレビ製作のバラエティ番組である。日本テレビ系列局では1987年10月9日から1988年3月25日まで、毎週金曜 19:00 - 19:30 （日本標準時）に放送。

## 概要
日本各地でロケを行っていた視聴者参加型番組で、NNN・NNS系列各局も制作協力をしていた。司会は山田邦子と柳沢慎吾が担当。肩書きは山田が「姫」、柳沢が「侍従長」で、山田の方が位は上だった。
内容は、TBSの『痛快なりゆき番組 風雲!たけし城』と同じように、参加者が敵の妨害を交わしながら数々の難関をクリアしていくというものであった。参加者はロケ先で選ばれた男女100人で、第1の難関でまず30人にまでふるい落とされた（このシーンは、打ち切り間際には殆どがカットされていた）。そして勝ち残った30人で本選に突入。さまざまな難関で人数が絞られていき、最後までたどり着くと妨害役と残った挑戦者とでチーム戦を行った。チーム戦の内容は、不安定な足場のセット（いくつかのバージョンがあった）で相手を落とし合うというものだった。全滅した方が負けであるが、双方の陣地には旗があり、相手の旗を取ればその時点で勝利とされた。参加者たちを妨害する役目は、森永奈緒美（『宇宙刑事シャイダー』に出演。愛称は役名に因んで「アニー」）などのジャパンアクションクラブのメンバーが担っていた。しかし、視聴率は真裏の『ドラえもん』（テレビ朝日系）やNHKテレビの『7時のニュース』（現在の『NHKニュース7』）に押され低迷。金曜夜のゴールデンタイムでの放送だったにも関わらず、最低視聴率は1.8%（関東地区、ビデオリサーチ調べ）という有様だった。
最終回ではよみうりランドで「チャンピオン大会」を行った。そして十勇士はその後、山田姫と柳沢侍従長を置き去りにしてどこかへ去ってしまい、仕方なく2人は新たな十勇士を探すべく、宇宙船（同ランドのアトラクション「ルーピング・スター・シップ」）に乗って出発したという演出で終わった。
なお、この番組を企画・立案し、チーフディレクター兼プロデューサーを務めていたのは、後に『進め!電波少年』などを手掛ける土屋敏男である。

## レギュラー
- チャック・ウィルソン
- 忍者
- 森永奈緒美
- おきゃんぴー
- 柳田真宏
- ほか

## ネット局
| 放送対象地域   | 放送局         | 系列                                         | 放送時間             | 備考   |
| -------------- | -------------- | -------------------------------------------- | -------------------- | ------ |
| 関東広域圏     | 日本テレビ     | 日本テレビ系列                               | 金曜日 19:00 - 19:30 | 製作局 |
| 北海道         | 札幌テレビ     | 日本テレビ系列                               | 金曜日 19:00 - 19:30 |        |
| 青森県         | 青森放送       | 日本テレビ系列 テレビ朝日系列                | 金曜日 19:00 - 19:30 |        |
| 岩手県         | テレビ岩手     | 日本テレビ系列                               | 金曜日 19:00 - 19:30 |        |
| 宮城県         | ミヤギテレビ   | 日本テレビ系列                               | 金曜日 19:00 - 19:30 |        |
| 秋田県         | 秋田放送       | 日本テレビ系列                               | 金曜日 19:00 - 19:30 |        |
| 山形県         | 山形放送       | 日本テレビ系列 テレビ朝日系列                | 金曜日 19:00 - 19:30 |        |
| 福島県         | 福島中央テレビ | 日本テレビ系列                               | 金曜日 19:00 - 19:30 |        |
| 山梨県         | 山梨放送       | 日本テレビ系列                               | 金曜日 19:00 - 19:30 |        |
| 新潟県         | テレビ新潟     | 日本テレビ系列                               | 金曜日 19:00 - 19:30 |        |
| 静岡県         | 静岡第一テレビ | 日本テレビ系列                               | 金曜日 19:00 - 19:30 |        |
| 富山県         | 北日本放送     | 日本テレビ系列                               | 金曜日 19:00 - 19:30 |        |
| 福井県         | 福井放送       | 日本テレビ系列                               | 金曜日 19:00 - 19:30 |        |
| 中京広域圏     | 中京テレビ     | 日本テレビ系列                               | 金曜日 19:00 - 19:30 |        |
| 近畿広域圏     | 読売テレビ     | 日本テレビ系列                               | 金曜日 19:00 - 19:30 |        |
| 鳥取県・島根県 | 日本海テレビ   | 日本テレビ系列 テレビ朝日系列                | 金曜日 19:00 - 19:30 |        |
| 広島県         | 広島テレビ     | 日本テレビ系列                               | 金曜日 19:00 - 19:30 |        |
| 山口県         | 山口放送       | 日本テレビ系列 テレビ朝日系列                | 金曜日 19:00 - 19:30 |        |
| 徳島県         | 四国放送       | 日本テレビ系列                               | 金曜日 19:00 - 19:30 |        |
| 香川県・岡山県 | 西日本放送     | 日本テレビ系列                               | 金曜日 19:00 - 19:30 |        |
| 愛媛県         | 南海放送       | 日本テレビ系列                               | 金曜日 19:00 - 19:30 |        |
| 高知県         | 高知放送       | 日本テレビ系列                               | 金曜日 19:00 - 19:30 |        |
| 福岡県         | 福岡放送       | 日本テレビ系列                               | 金曜日 19:00 - 19:30 |        |
| 長崎県         | テレビ長崎     | フジテレビ系列 日本テレビ系列                | 金曜日 19:00 - 19:30 |        |
| 熊本県         | 熊本県民テレビ | 日本テレビ系列                               | 金曜日 19:00 - 19:30 |        |
| 大分県         | テレビ大分     | フジテレビ系列 日本テレビ系列 テレビ朝日系列 | 金曜日 19:00 - 19:30 |        |
| 長野県         | テレビ信州     | テレビ朝日系列 日本テレビ系列                | 金曜日 17:00 - 17:30 |        |